# Лортон (Вірджинія)
Лортон (англ. Lorton) — переписна місцевість (CDP) в США, в окрузі Ферфакс штату Вірджинія. Населення — 20 072 особи (2020).

## Географія
Лортон розташований за координатами 38°41′54″ пн. ш. 77°12′59″ зх. д. / 38.69833° пн. ш. 77.21639° зх. д. (38.698239, -77.216355).  За даними Бюро перепису населення США в 2010 році переписна місцевість мала площу 13,93 км², з яких 13,74 км² — суходіл та 0,19 км² — водойми.

## Демографія
Згідно з переписом 2010 року, у переписній місцевості мешкало 18 610 осіб у 6422 домогосподарствах у складі 4637 родин. Густота населення становила 1336 осіб/км².  Було 6726 помешкань (483/км²).
Расовий склад населення:
| - 39,0 % — білих - 29,9 % — чорних або афроамериканців - 18,2 % — азіатів - 0,3 % — корінних американців - 0,2 % — вихідців з тихоокеанських островів - 7,3 % — осіб інших рас |

До двох чи більше рас належало 5,1 %. Частка іспаномовних становила 16,7 % від усіх жителів.
За віковим діапазоном населення розподілялося таким чином: 27,8 % — особи молодші 18 років, 65,0 % — особи у віці 18—64 років, 7,2 % — особи у віці 65 років та старші. Медіана віку мешканця становила 34,2 року. На 100 осіб жіночої статі у переписній місцевості припадало 91,1 чоловіків;  на 100 жінок у віці від 18 років та старших — 87,7 чоловіків також старших 18 років.
Середній дохід на одне домашнє господарство  становив 112 256 доларів США (медіана — 96 481), а середній дохід на одну сім'ю — 118 175 доларів (медіана — 102 449). Медіана доходів становила 56 272 долари для чоловіків та 51 996 доларів для жінок. За межею бідності перебувало 4,1 % осіб, у тому числі 4,5 % дітей у віці до 18 років та 2,7 % осіб у віці 65 років та старших.
Цивільне працевлаштоване населення становило 11 005 осіб. Основні галузі зайнятості: освіта, охорона здоров'я та соціальна допомога — 21,2 %, публічна адміністрація — 20,0 %, науковці, спеціалісти, менеджери — 14,4 %, роздрібна торгівля — 11,3 %.